# Планета (телеканал, Болгарія)
Планета Тв (оригінал Планета ТВ) — болгарський телеканал, який почав своє мовлення в 2001 році як Телебачення Планета. Телевізійна станція належить і управляється компанією Пайнер Медіа ООД., афілійованою з музичною компанією Payner Ltd. Канал є найбільш рейтинговим серед музичних каналів Болгарії згідно з опитуваннями 2012 року.
«Планета ТВ» — головний телеканал медіакомпанії, якій також належать телеканали «Планета HD» і «Планета Фолк».
Програмування «Планета ТВ» орієнтоване на музику, де домінуючим стилем є поп-фолк, музика переважно виконавців, пов’язаних із музичною компанією Payner OOD, а шоу здебільшого зосереджені на музиці та артистах, пов’язаних із компанією.

## Історія
«Планета ТВ» стартувала 13 листопада 2001 року з першим випущеним кліпом Камелії «Де ти (ориг. Къде си ти)» — першим випущеним максі-синглом у поп-фолку. Спочатку транслювався лише в частині Європи. Офіційний старт музичній медіа було дано 4 грудня того ж року мегаконцертом у залі 1 НДК. З роками (до 2019) святкування Дня народження телебачення стало традицією, і з кожним роком концерти стають все більш масштабними і стають музичною подією осінньо-зимового сезону. Влітку 2004 року «Планета» розпочала нову справу – тур «Планета Прима» який є першим у своєму роді в Болгарії. На стадіонах збирається понад 200 тисяч глядачів. Згодом тур, пов'язаний з телебаченням, став щорічним заходом, який збирав шанувальників музики в стилі етно-поп. 
6 травня 2007р запустив канал «Планета Фолк», який спеціалізується на болгарській народній музиці. Девіз нового музичного каналу – «Привіт з Болгарії». Транслюється по всій Європі через супутник. Незважаючи на запуск «Планета Фольк», «Планета ТВ» не припиняє транслювати в своєму ефірі народну музику.
24 травня 2010р був запущений перший болгарський музичний канал із якістю HD "Планета HD". Спочатку канал був відділений від «Планета ТВ» і транслював власний програмний контент, але з грудня 2020 року програма обох каналів синхронізована. 17 вересня 2020 р Payner також запустив перший болгарський Ultra HD канал «Planeta 4K».
Усі канали Payner мають кириличні та латинські логотипи, але найбільш популярні ті, що написані латиницею.

## Сучасне
Телебачення в основному транслює відео виконавців Payner, а також балканські хіти та болгарську поп-музику. Завдяки ТВ «Планета» на «Літній тур» Payner збираються сотні тисяч людей, а багато телевізійників відвідують і зарубіжні країни. Телебачення фіксує ці моменти і транслює їх у своєму ефірі. Також організовуються щорічні щорічні премії. 
6 травня 2007 року стартував канал «Планета Фолк», який транслює болгарську народну музику. З травня 2023р програма транслюється у форматі HD.
З 20 травня 2010р у великій сім'ї "Пайнера" з'явився ще один член - "Планета HD". Це третій телеканал імперії і веде мовлення з п'ятеро вищою роздільною здатністю та якістю звуку. Planeta HD - перше телебачення в Болгарії, яке веде мовлення у форматі HD.
17 вересня 2020 р запустив четвертий телеканал Payner - «Планета 4K».
13 листопада 2020 р Планета ТВ оновлює своє бачення та логотип, а з грудня 2020 року його програма синхронізована з Planeta HD.

## Співаки
З моменту свого створення медіа зазнало стрімкого розвитку. Перевага в тому, що він транслює кліпи найпопулярніших зірок поп-фолку, таких як Преслава, Анелія, Райна, Глорія, Івана, Емануела та інші, робить Планета лідером серед музичних телевізійних станцій у Болгарії. Тим часом він став популярним серед болгарської спільноти в Європі, і його поширення розширюється по всьому світу. Сьогодні «Планету» дивляться болгари по всьому світу.